# 須藤あゆみ
須藤 あゆみ（すどう あゆみ、1975年1月1日 - ）は、日本のAV女優。
身長163cm、スリーサイズはB90cm（Eカップ）、W59cm、H85cm。代表作は特殊浴場で働く女性をテーマにした『人妻高級ソープ総集編』。

## フィルモグラフィー
- 『AV女優の履歴書 第三章』
- 『美熟母相姦受精』
- 『スーパー美熟女セレクション VOL.12』
- 『近親相姦美熟女セレクション Vol.7』
- 『爆淫！人妻レッドカーペット』
- 『近親相姦 実母劇愛』
- 『人妻高級ソープ総集編』
- 『淫獣教師 実写版』
- 『近親相姦美熟女セレクション VOL.2』
- 『近親相姦DX VOL.1』
- 『人妻口内陵辱4時間』
- 『人妻高級ソープ』
- 『母に中出し4時間』
- 『尻すぎた愛奴たちの館』
- 『義母COLLECTION 4時間』
- 『義母の癒し総集編』
- 『近親相姦 愛の折檻 須藤あゆみ 38歳』
- 『熟女の潮吹き 4時間スペシャル 加藤鷹にイカされたオンナ達！』
- 『人妻絶対服従イラマチオSuper Best』
- 『ときめき熟女 特別篇』
- 『母乳奥様 授乳プレイコレクション』
- 『中出しされた美熟女達 総集編』
- 『熟女歳時記 木枯らしが吹くと無性に男が欲しくなる』
- 『人妻がセックスを開発されるビデオ 須藤あゆみ』
- 『中出しされた淫ら妻 須藤あゆみ』
- 『昼下がりの犯され妻 9人の奴隷妻 5』
- 『人妻の履歴書 萌えあがる10人の人妻たち』 2006-09-10
- 『巨乳義母がまたがってしてあげる』
- 『美人女将のナマ足 奥までしたたる』
- 『ときめき熟女愛蔵版 母乳の出る奥様編』
- 『魅惑の母乳ミセス SP.05』
- 『中出しされた淫ら妻 須藤あゆみ』
- 『熟れ濡れ奥さまはスゴ淫です』
- 『昼下がりの淫ら妻』
- 『熟女曼陀羅 狂喜乱舞』
- 『極上4時間 手淫＆舌淫SP3 怒涛の50連発+バイブ攻め発射10連発』
- 『未亡人中出し 須藤あゆみ』
- 『近親妻 私、義父に犯され義弟に中出しされました 須藤あゆみ』
- 『奥様欲情日記 ちょっと触りすぎ！下着が喰い込んじゃう』
- 『義母の癒し 須藤あゆみ』
- 『リモコンバイブの虜 4 麻生岬 須藤あゆみ』
- 『満足してない人妻たち 夫のSEXが下手なので私…他の男に抱かれに来ました』
- 『手こき大全集』
- 『魅惑の母乳ミセスW 宝生桜＆須藤あゆみ』
- 『人妻絶対服従イラマチオ 須藤あゆみ』
- 『熟女 逆ハーレム 2 貴方の思いのまま』
- 『美熟女…H 17 500円〜 クリスタル』
- 『友達の母親 須藤あゆみ』
- 『おかあさん 【須藤あゆみ】』
- 『スーパーランジェリーDELUXE2』